# Bonifacio I di Challant

Stemma Challant

Bonifacio di Challant (... – Pierre-Châtel, 1426) (in francese, Boniface de Challant) fu un nobile valdostano appartenente alla famiglia Challant. È ricordato tra le altre cose per aver completato la costruzione del castello di Fénis.

## Biografia
Figlio primogenito di Aimone di Challant-Fénis e di Fiorina Provana, alla morte del padre divenne signore del feudo di Fénis, mentre il fratello Amedeo ricevette in eredità il feudo di Aymavilles.

Sposò nel 1381 Francesca di Roussillon, figlia del conte Giacomo di Roussillon, ricevendo come dote matrimoniale le terre di Varey, Usson, Retourtour e Montbreton nella regione francese della Bresse, di cui fu ufficialmente investito nel 1410. Ebbe almeno quattro figli: Bonifacio II, che gli succedette come signore di Fénis, Amedeo, che ereditò i feudi di Varey, Usson e Retourtour e diede origine al ramo cadetto degli Challant-Varey, Bona e Caterina.
Ricoprì importanti cariche politiche e militari alla corte dei Savoia: fu maresciallo di Savoia, una delle più prestigiose cariche della corte, dal 1384 al 1418, governatore del Piemonte a partire dal 1410, Ambasciatore dei Conti di Savoia in diverse occasioni, in particolare presso il re di Francia e i duchi di Berry, di Borbone e di Borgogna nel corso della Guerra dei Cent'anni.
Fu castellano di Chambéry, Ambronay, Varey, Gex e Bard, luogotenente e commissario presso Nizza Marittima. Tra il 1390 e il 1391 ricoprì alla corte dei Savoia la carica di Ispettore alle Fortificazioni. Tra il 1407 e il 1408 si recò probabilmente in pellegrinaggio a Santa Caterina del Sinai.
Il 30 maggio 1409 fu nominato cavaliere dell'Ordine del Collare di Savoia (futuro Ordine Supremo della Santissima Annunziata). Fu il terzo membro della famiglia Challant a ricevere tale onorificenza, dopo il padre Aimone e Ibleto di Verrès.
Morì nel 1426 a Pierre-Châtel e ai suoi funerali prese parte il conte Amedeo VIII di Savoia con la sua corte, oltre ai vescovi di Aosta, Tarantasia e Ivrea. Fu sepolto nel convento di San Francesco ad Aosta, dove in una nicchia del muro fu collocata una statua in marmo bianco. Nel 1798 per timore di vandalismi da parte dei rivoluzionari francesi il barone Filippo Maurizio di Challant la fece trasferire al castello di Aymavilles. Dal 1872  è stata quindi posizionata nel chiostro della cattedrale di Aosta.

## Il castello di Fénis
A partire dal 1392 Bonifacio pianificò una nuova campagna di costruzioni nel castello di Fénis, dopo quella che aveva avuto luogo verso il 1340 ad opera del padre Aimone. Durante questa campagna edilizia furono riallineati i piani del corpo centrale e fu costruito un nuovo piano ricavandolo dal sottotetto. Venne inoltre modificata la cinta muraria e fu realizzato il cortile interno come è possibile vederlo oggi, con i due piani di ballatoi in legno e il grande scalone in pietra semicircolare.
Sotto Bonifacio il castello raggiunse il suo massimo splendore e tra il 1414 e il 1420 egli completò i lavori commissionando al pittore piemontese Giacomo Jaqueiro e alla sua bottega gli affreschi del cortile interno e della cappella.